# Tribalus algericus
Tribalus algericus är en skalbaggsart som beskrevs av Olexa 1980. Tribalus algericus ingår i släktet Tribalus och familjen stumpbaggar. Inga underarter finns listade i Catalogue of Life.